# Цвет граната
«Цвет граната» — поэтическая кинопритча Сергея Параджанова об армянском поэте Саят-Нове, снятая в 1968 году на киностудии «Арменфильм». Авторское название — «Саят-Нова».

## Сюжет
В фильме единой сюжетной линией показан духовный мир Поэта, история его любви, отношение Поэта к религии, светской власти, народу. При отсутствии обычного литературного монолога все решения автора фильма лежат в чисто изобразительной сфере.

## В ролях
- Вилен Галустян — Саят-Нова, поэт в монастыре
- Софико Чиаурели — юный поэт / любовь поэта / муза поэта / мим / ангел / сумасшедшая монашка
- Мелкон Алекян — поэт в детстве
- Георгий Гегечкори — поэт в старости
- Оганес Минасян — князь
- Спартак Багашвили — отец поэта
- Медея Джапаридзе — мать поэта

## Съёмочная группа
- художник — Степан Андраникян
- декоратор — Микаел Аракелян
- звук — Юрий Саядян
- закадровые съёмки — Михаил Вартанов

## Производство
Съёмки проходили в церкви св. Иоанна села Ардви Лорийской области Армении. Под давлением цензуры Параджанов вынужден был полностью перемонтировать фильм, изменив название на «Цвет граната». Версия, вышедшая в 1973 году на советские экраны (143 копии), — результат ещё одной перемонтировки, которую курировал Сергей Юткевич. За время проката фильм посмотрели 1,07 млн зрителей.

## Наследие
Новаторская кинообразность Параджанова получила широкое признание во всём мире. Прямые отсылки к фильму «Цвет граната» содержатся в клипе Мадонны на песню «Bedtime Story». Фрагменты из фильма также использованы в клипе «God Is God» группы «Juno Reactor», в клипе «Yarom Bia» иранской группы «Kiosk» и в музыкальном видео «War Master» группы «Seven Sisters of Sleep». Отсылки к фильму есть в клипе Леди Гаги на песню «911».
В 2015 году электронный музыкант Николас Джаар без разрешения создал «альтернативное» звуковое оформление для фильма и опубликовал его на Youtube. Институт имени Сергея Параджанова и Михаила Вартанова в Голливуде (Parajanov-Vartanov Institute) добился отмены назначенного выступления Джаара с фильмом в театре Cinefamily в Лос Анджелесе 22 февраля 2017 года, отметив что никто не имеет права изменять оригинал фильма и замысел великого Параджанова.